# Guo Boxiong
Guo Boxiong (né en juillet 1942) est un ancien général de l'Armée populaire de libération de Chine. Il a été vice-président de la Commission militaire centrale, le conseil militaire suprême de la Chine, entre 2002 et 2012. Au cours de la même période, il a également siégé au Politburo du Parti communiste chinois, l'organe décisionnel suprême du pays.
Il a été exclu du Parti communiste le 30 juillet 2015. Le 25 juillet 2016, il a été condamné à la réclusion à perpétuité pour corruption.

## Carrière
Guo est né dans le comté de Liquan, dans province du Shaanxi, en juillet 1942. En août 1958, Guo, âgé de 16 ans et tout juste diplômé du collège, commença à travailler dans une usine militaire à Xingping. Guo rejoignit l'Armée populaire de libération en 1960. Deux ans plus tard, il rejoignit le Parti communiste chinois. Guo fut formé à l'Université de défense nationale de Chine et à l'Académie militaire de Xi'an, où il obtint son diplôme.

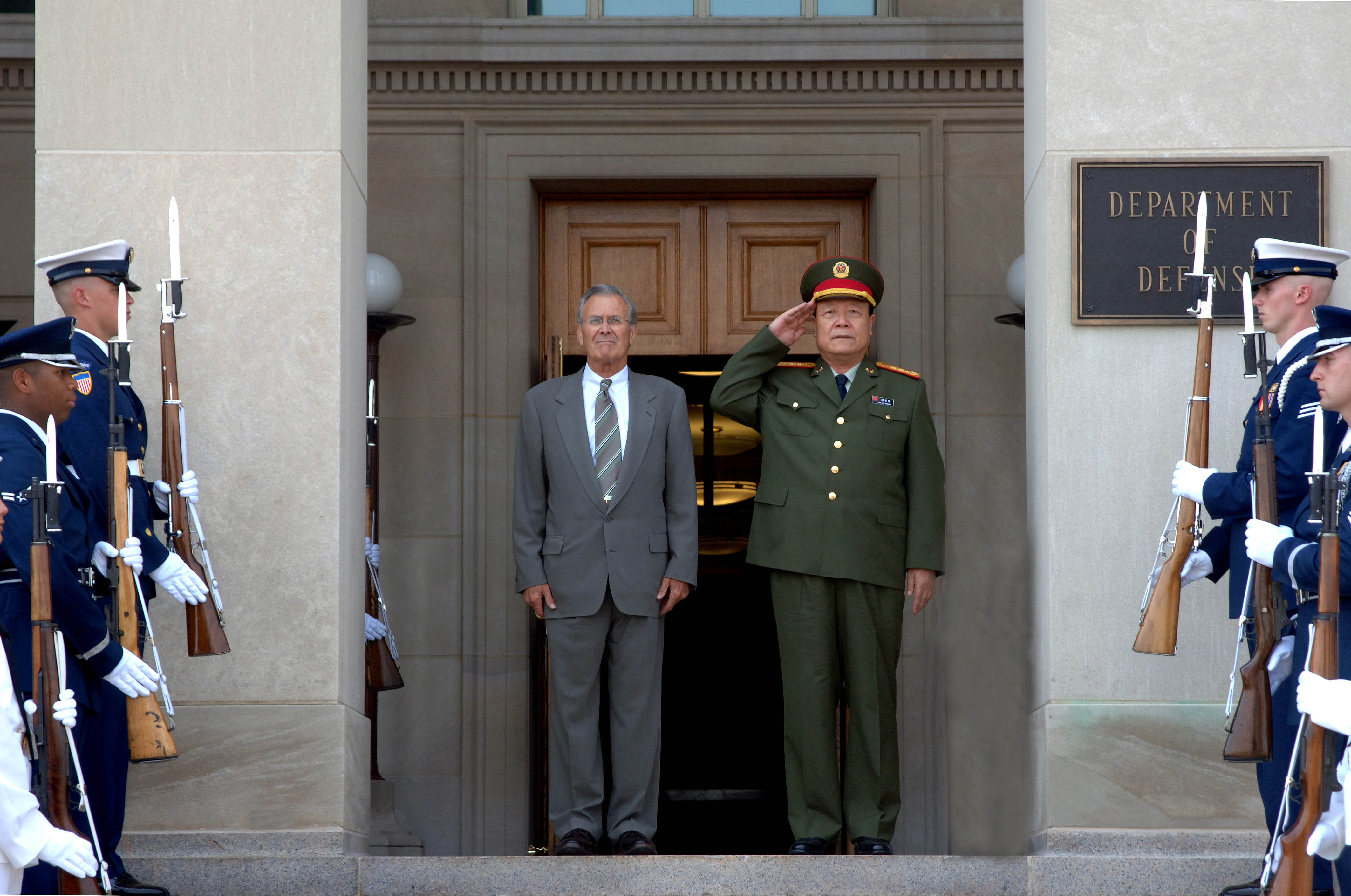
Guo Boxiong et le secrétaire d'Etat à la défense américain Donald Rumsfeld

Guo a obtenu une série de promotions dans les années 1970. Dans la 55e division de la 19e armée, Guo est passé du statut de soldat à celui de chef d'état-major de la 55e division en 1982. En 1983, Guo était chef d'état-major de la 19e armée jusqu'en 1985, date à laquelle il est devenu chef d'état-major adjoint de la région militaire de Lanzhou après une réorganisation majeure de l'APL qui a eu lieu sous Deng Xiaoping. Par la suite, Guo est devenu commandant du 47e groupe d'armées pendant trois ans. En 1993, Guo est devenu commandant adjoint de la région militaire de Pékin, le cœur de l'établissement de défense de la Chine, et en 1997, commandant de la région militaire de Lanzhou. En septembre 1999, Guo est devenu membre de la Commission militaire centrale, chef d'état-major adjoint, et a également été promu au grade de général d'armée (le grade le plus élevé de l'armée).
En 2002, lors du XVIe Congrès national du Parti communiste chinois, Guo est devenu membre du Politburo et vice-président de la Commission militaire centrale (CMC), aux côtés de Hu Jintao, qui est devenu secrétaire général du Parti communiste chinois. La vice-présidence de la CMC est le poste exécutif le plus élevé accordé aux officiers militaires. Guo a servi pendant dix ans. Il a pris sa retraite du Politburo en 2012 et de la Commission militaire centrale en 2013.

## Mise en cause pour corruption

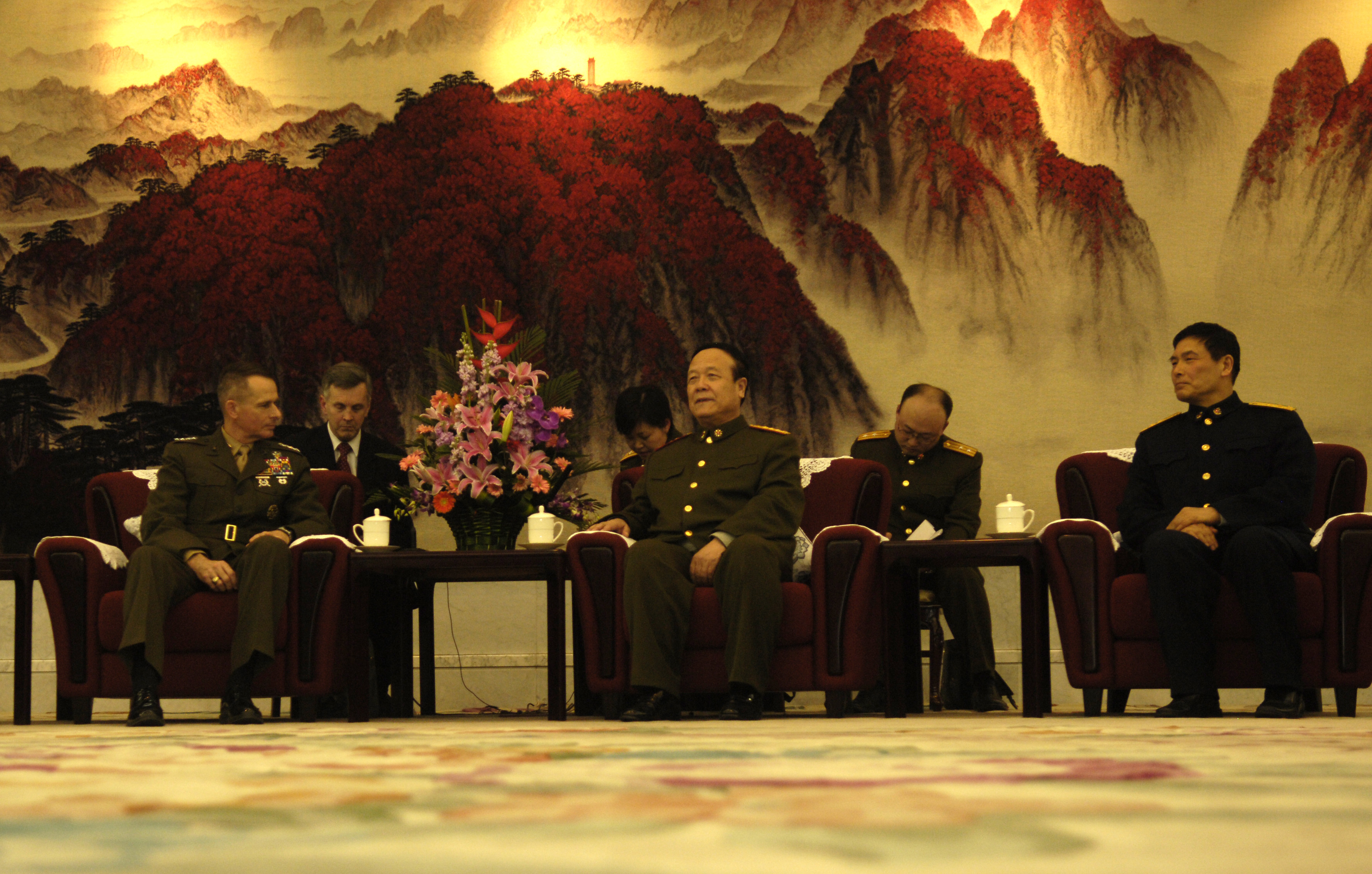
Guo Boxiong et le chef d'état-major de la marine américaine, Peter Pace, 2007

Après le départ à la retraite de Guo, Xi Jinping, nouveau secrétaire général du PCC et commandant suprême de l’APL, a lancé une vaste campagne anti-corruption. A ce moment, Guo a fait l’objet de rumeurs intenses concernant une possible implication dans la corruption pendant son mandat, en particulier dans les médias chinois étrangers. Guo et son ancien collègue du même rang, le général à la retraite Xu Caihou, ont assisté à un gala du Nouvel An début 2014, ce qui laisse penser que tous deux ont peut-être « résisté à la tempête ». Cependant, peu de temps après, à l’été 2014, dans le cadre des retombées de l’affaire Gu Junshan, Xu a été traduit en cour martiale et expulsé du parti. Après la chute de Xu, Guo a été surnommé de manière euphémistique dans les médias chinois le « Loup du Nord-Ouest » (西北狼), une référence indirecte au slogan de Xi Jinping de « réprimer les 'tigres' et les 'mouches' ». Sentant la catastrophe imminente, des amis de la ville natale de Guo lui ont rendu visite à Pékin, l'exhortant à « clarifier la situation aux autorités » pour éviter le même sort que Xu. En réponse, Guo aurait déclaré que « certaines choses ne peuvent pas être facilement clarifiées ». Son sort était scellé.
En février 2015, le fils de Guo, Guo Zhenggang, contre-amiral de la marine de l'APL, et sa femme ont été arrêtés pour enquête par les autorités militaires en lien avec des transactions commerciales et immobilières. Cela a été suivi par des rapports dans les médias internationaux selon lesquels Guo lui-même faisait également l'objet d'une enquête. Le 5 mars, en réponse à la question d'un journaliste demandant si Guo Boxiong faisait l'objet d'une enquête, le principal défenseur du parti contre la corruption dans l'armée, le général Liu Yuan, a simplement répondu par la phrase « ni dongde » (c'est-à-dire « je pense que vous savez ce que je veux dire »).
Après l'approbation du Politburo du Parti communiste chinois, Guo a été placé sous enquête le 9 avril 2015 par la Commission de contrôle de la discipline de la Commission militaire centrale. Le 30 juillet, à la suite d'une autre réunion du Politburo, la Commission centrale de contrôle de la discipline, l'organe suprême de lutte contre la corruption du parti, a publié une déclaration accusant Guo d'avoir accepté des pots-de-vin personnellement et par l'intermédiaire de sa famille en échange « d'une aide à la promotion [d'officiers] ». Il a été dûment expulsé du Parti communiste chinois et son dossier a été transmis aux autorités de poursuite militaire pour un traitement plus approfondi.
Le 25 juillet 2016, Guo a été condamné à la réclusion à perpétuité pour corruption.

## Vie privée
Guo Boxiong a un frère, Guo Boquan (郭伯权), né en 1961, qui, jusqu'en 2015, dirigeait le Département des affaires civiles de la province du Shaanxi et était un ancien fonctionnaire de la ville de Weinan. Boquan aurait été arrêté par les autorités pour enquête en mars 2015, mais il semble qu'il ait pu conserver son poste après l'enquête de Guo Boxiong.